# Водоп'янов Артур Миколайович
Арту́р Микола́йович Водоп'я́нов (1985—2022) — український військовослужбовець, учасник російсько-української війни, кавалер ордена «За мужність» III ступеня.

## Життєпис
Народився 22 лютого 1985 року в місті Горлівка Донецької області.
Проживав у місті Вугледар де й закінчив школу № 117. Згодом навчався у Донецькому гірничому технікумі ім. Є. Т. Абакумова; комбайнер 5-го розряду.
У 2014 році одружився. Працював на шахті у Вугледарі.
У вересні 2021 року пішов добровольцем на фронт. Дійшовши до міста Вугледар, де перебувала на той час його сім'я, знайшов транспорт та вивіз свою дружину з дітьми на Прикарпаття, в місто Галич.
Загинув 8 травня 2022 року під час виконання бойового завдання біля села Павлівка..
Похований у місті Дніпро на Краснопільському кладовищі.

## Нагороди і вшанування
- Орден «За мужність» III ступеня[2].
- пам'ятна медаль «Вічна пам'ять Героям Прикарпаття»